# Лусье, Жак
Жак Лусье́ (фр. Jacques Loussier; 26 октября 1934, Анжер, Франция — 5 марта 2019) — французский пианист, известный прежде всего джазовыми импровизациями на музыку таких классических композиторов, как Бах, Вивальди, Сати, Равель, Дебюсси, Гендель.

## Биография
О своём детстве Лусье вспоминал:

В десять лет я впервые сел за фортепиано. Семья имела скромный достаток, инструмента в доме не было, и заниматься вдоволь мне в то время не удавалось. Едва научившись читать ноты, я очень полюбил у Баха Менуэт G minor из маленькой тетради Анны Магдалены. Многократно исполняя эту музыку, я стал с увлечением придумывать небольшие вариации, слегка изменяя ритм или мелодию, фактически уже тогда пробуя импровизировать.

В 1950 году Лусье поступил в Парижскую консерваторию, где оказался в классе пианиста-виртуоза Ива Ната. Но, несмотря на ранние успехи, начинающий музыкант вскоре оставил академическую сцену и наудачу попробовал себя в различных направлениях. Полтора года он играл на Кубе в составе цыганского ансамбля, аккомпанировал Шарлю Азнавуру и другим известным шансонье, сочинял аранжировки и музыку для кино. Конечно, молодой музыкант, которому оказалось тесно в «классических рамках», не мог не обратить внимания на стремительно набирающий популярность джаз. Особенно его привлекал в те годы «Modern Jazz Quartet». Когда Жаку Лусье впервые предложили записать его сольные фортепианные эксперименты с музыкой Баха, он решил добавить к своему инструменту контрабас и ударные с целью углубления импровизационных возможностей. Партнерами пианиста классической школы и далеко не джазмена в этом довольно рискованном мероприятии стали соотечественники — контрабасист Пьер Мишло и ударник Кристиан Гаррос — известные джазовые музыканты, поднаторевшие в игре разными составами, в том числе и с заезжими американскими мэтрами.
В 1959 году вышла первая пластинка Жака Лусье, которая была воспринята с восторгом. Молодой, с хорошей академической подготовкой музыкант пошёл на модный эксперимент — самые популярные темы И. С. Баха звучали с вариациями, имеющими явно джазовое происхождение. Один за другим начали выходить альбомы под общим названием «Play Bach», которые производили впечатление наличием музыкального поиска. Импровизации на повторяющийся круг композиций менялись, а музыканты отличались хорошим джазовым свингом.
К середине 1960-х ансамбль Лусье завоевал мировую известность, и последующие 10 лет трио активно привлекало внимание всего мира. За 15 лет было продано более 6 млн пластинок.
К 300-летию Баха в 1985 году Лусье вернулся к его музыке, насыщая баховский материал теперь уже не только джазовыми, но и роковыми аллюзиями. В это время Лусье воссоздал трио уже с новыми партнерами — Андре Арпино (Andre Arpino) и Венсаном Шарбоннье (Vincent Charbonnier). 

В 1990-е годы к обработкам Баха добавились в творческой практике Лусье аранжировки произведений Антонио Вивальди, Мориса Равеля, Клода Дебюсси, Эрика Сати, — в этих аранжировках роль джаза невелика.
Параллельно с работой в трио Лусье писал оригинальные сочинения, среди которых «Lumieres» — произведение для сопрано, контр-тенора, хора, ударных и оркестра, Барочная месса XXI века, концерт для трубы и оркестра, концерт для скрипки и квинтет для медных «Огненная лошадь».
С 1993 года началось сотрудничество «Jacques Loussier Trio» со звукозаписывающим лейблом Telarc, в рамках которого вышли 17 альбомов.
Исполняя крупное по размеру и единое по замыслу «Bolero» Равеля, Лусье романтически выразителен и классически уравновешен. В целом альбом выдержан, тем не менее, в духе импровизационного джаза. Обращает на себя внимание факт присутствия на диске не только «Болеро» Равеля, но и ещё одного «классически джазового» опуса, авторство которого принадлежит Лусье.
В последние годы Лусье активно концертировал и постоянно записывался с новыми программами. С 2001 Жак Лусье регулярно выступал со своим трио в России. Он активно выступал до 2009 г., когда проект «Play Bach Trio» отметил 50-летие.
В июле 2011 прямо на сцене во время выступления на Рурском фортепианном фестивале в Германии у 76-летнего пианиста случился инсульт, и больше он не концертировал. Последние годы он провёл вне публичного поля.
От Сильви Лусье имел сына Жан-Батиста Лусье (род. 1963) — композитора.

## Дискография
- 1959 — PLAY BACH No 1 (DECCA SS 40 500)
- 1959 — PLAY BACH No 2 (DECCA SSL 40 502)
- 1959 — PLAY BACH No 3 (DECCA SSL 40 507)
- 1962 — JACQUES LOUSSIER JOUE KURT WEIL (RCA 430—071)
- 1963 — PLAY BACH No 4 (DECCA SSL 40.516)
- 1964 — PLAY BACH No 5 (DECCA SSL 40.205 S)
- 1965 — PLAY BACH AUX CHAMPS ELYSEES (DECCA coffret 2 albums SSL40.148)
- 1972 — DARK OF THE SUN (MGM SE-4544ST)
- 1973 — JACQUES LOUSSIER TRIO «6 master pieces» (Philips 6321-100)
- 1974 — JACQUES LOUSSIER AT THE ROYAL FESTIVAL HALL (Philips 6370 550 D)
- 1974 — JACQUES LOUSSIER ET LE ROYAL PHILARMONIC ORCHESTRA (DECCA PFS 4176)
- 1979 — PULSION (CBS 84078)
- 1979 — PULSION SOUS LA MER (DECCA 844 060-2)
- 1982 — PAGAN MOON (CBS CB271)
- 1985 — The best of PLAY BACH (Start STL6)
- 1986 — BACH TO THE FUTURE (Start CD SCD2)
- 1987 — Jacques Loussier live in Japan (King Record Japan CD original Live K32Y 6172)
- 1987 — BACH TO BACH (Start CD Original Live in Japan SMCD 19)
- 1988 — BRANDENBURG CONCERTOS (Limelight-Japan CD 844 058-2 Decca Record Company)
- 1988 — The Greatest Bach Partita No.1 in B Flat Major BWV 825 — Orchestral Suite No.2 in B Minor BWV 1067 (Limelight CD 844 059-2 Decca Record Company)
- 1990 — LUMIERES «Messe Baroque du 21ième siècle» (DECCA CD 425217-2)
- 1993 — PLAY BACH 93 Volume 2 (Note Productions CD 437000-3)
- 1993 — PLAY BACH 93 Volume 1 (Note Productions CD 437000-2)
- 1994 — PLAY BACH AUJOURD’HUI Les Thèmes en Ré (Note Productions CD 437000-4)
- 1995 — JACQUES LOUSSIER PLAYS BACH (Telarc) Compilation «Play Bach 93» et «Les Thèmes en Ré» (Note Productions)
- 1996 — LUMIERES «Messe Baroque du 21ième siècle» (Note productions CD 43707)
- 1997 — Jacques Loussier plays Vivaldi (Telarc CD 83417)
- 1998 — SATIE (Telarc CD 83431)
- 1999 — RAVEL’S BOLERO (Telarc CD 83466)
- 2000 — BACH BOOK ANNIVERSARY (Telarc CD 83474) Compilation «Play Bach 93»
- 2000 — BACH’S GOLDBERG VARIATIONS (Telarc CD 83479)
- 2000 — PLAYS DEBUSSY (Telarc CD 83511)
- 2000 — PLAY BACH No 1 (DECCA 157 561-2)
- 2000 — PLAY BACH No 2 (DECCA 157 562-2)
- 2000 — PLAY BACH No 3 (DECCA 157 892-2)
- 2000 — PLAY BACH No 4 (DECCA 157 893-2)
- 2000 — PLAY BACH AUX CHAMPS ELYSEES (DECCA)
- 2000 — PLAY BACH No 5 (DECCA 159 194-2)
- 2001 — Baroque favorites. Jazz Improvisations: Works by Handel, Marais, Scarlatti, Marcello, Albinoni (Telarc CD 83516)
- 2002 — Handel: Water Music & Royal Fireworks (Telarc CD 83544)
- 2003 — Beethoven: Allegretto from Symphony No. 7: Theme and Variations (Telarc CD-83580)
- 2004 — Impressions of Chopin’s Nocturnes (Telarc CD-83602)
- 2005 — Mozart Piano Concertos 20/23 (Telarc CD-83628)
- 2006 — Bach: The Brandenburgs (Telarc CD-83644)